# Marek Krajewski

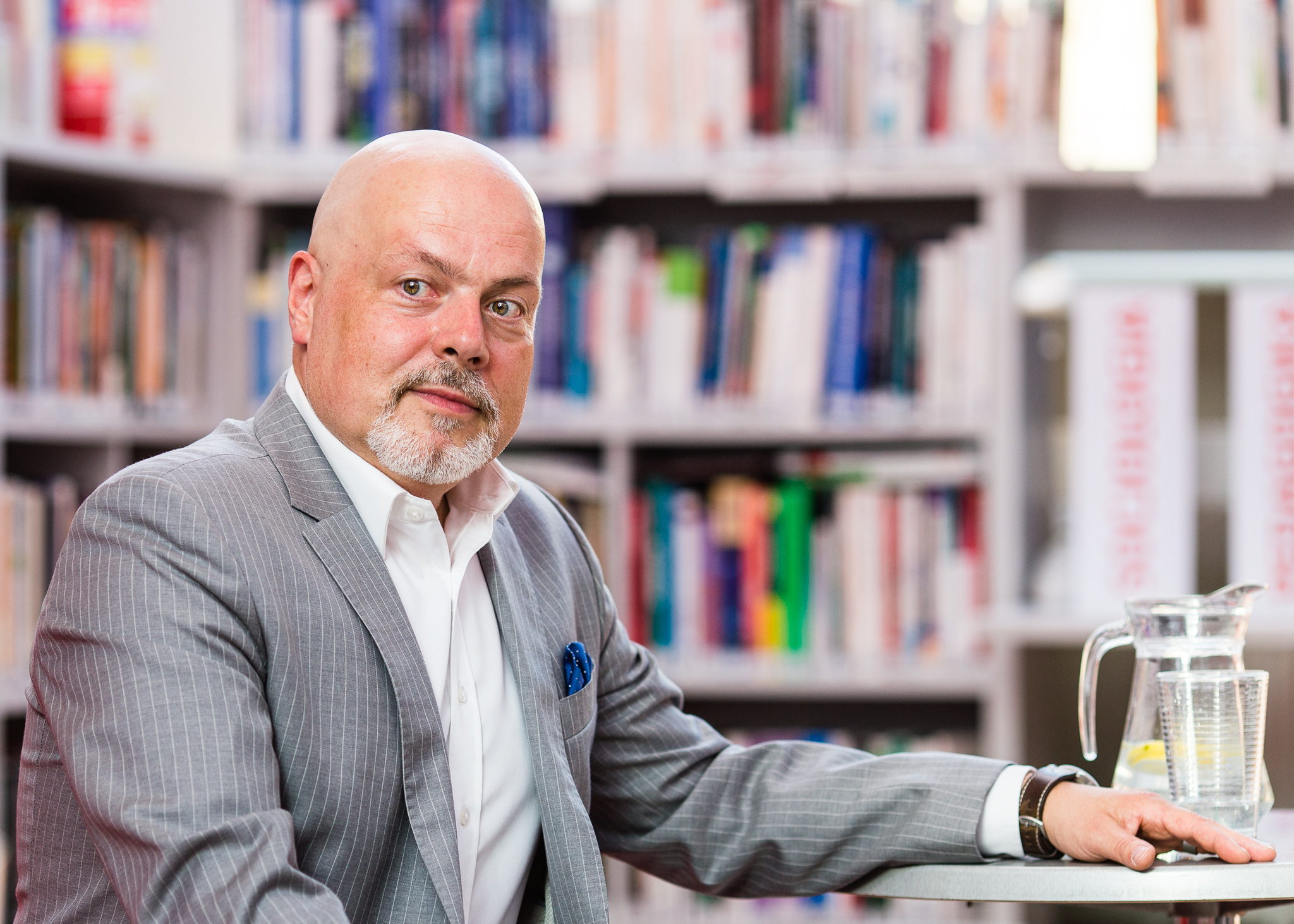
Marek Krajewski (2019)

Marek Krajewski (* 4. September 1966 in Breslau) ist ein polnischer Altphilologe (Latein), ehemaliger Hochschullehrer und Krimi-Autor.

## Ausbildung und Beruf
Nach Abschluss der Allgemeinbildenden Schule (Lyzeum) „Juliusz Słowacki“ 1985 in Wrocław (Breslau) studierte er bis 1991 an der Universität Breslau Altphilologie und erwarb 1992 den Magistertitel. Nach dem Studienabschluss arbeitete er kurzzeitig als Bibliothekar, als Verkäufer einer Juwelierfirma und Lagerarbeiter in einem Verlag. Als Magister begann er 1992 als Bibliothekar am Institut für Klassische Philologie und antike Kultur der Universität Breslau und wurde dort 1995 Assistent. 1999 promovierte er mit einer Arbeit zum Thema „Die Prosodie griechischer Lehnwörter bei Plautus“. Danach war er ab 2000 Wissenschaftlicher Mitarbeiter und von 2006 bis 2007 Dozent an seinem Institut. Seit 2007 lebt er als freier Schriftsteller.

## Literarisches
Bekannt wurde Krajewski durch seine Kriminalromane, deren Handlung in Breslau spielt. Er entwirft darin verschiedene Kriminalfälle im deutschen Breslau bis 1945, an deren Aufklärung stets „Kriminalrat Eberhard Mock“ beteiligt ist. Bisher erschienen neun Bücher auf Polnisch, sechs davon wurden ins Deutsche übersetzt. Krajewski verbindet stilistisch Elemente des Schauerromans mit denen des Krimis. Er berücksichtigt dabei die genaue topographische und historische Kenntnis Breslaus. In seinen neuesten Romanen („Erynie“ und folgende) wird mit dem Lemberger Polizeikommissar Edward Popielski ein neuer Protagonist eingeführt, der neben Mock ermittelt. Die Handlung verlegt Krajewski in das damals noch polnische Lwów (Lemberg). Erst in dem Roman „Rzeki Hadesu“ wird Breslau wieder Schauplatz, das jetzt nach dem Krieg polnisch ist und in Wrocław umbenannt worden ist.
2008 begann er zusammen mit Mariusz Czubaj einen neuen Krimi-Zyklus, dessen Handlung in der Gegenwart in Gdańsk (Danzig) spielt und dessen Held Oberkommissar Jarosław Pater ist. Bisher erschienen zwei Bände.
Seine Bücher wurden in siebzehn Sprachen übersetzt, darunter Englisch, Spanisch, Französisch, Italienisch und Hebräisch. Im Januar 2006 erhielt er u. a. den von der Wochenzeitung „Polityka“ vergebenen Literaturpreis Paszport Polityki. Sein Beitrag zur Förderung der Stadt in seinem Werk wurde im Juni 2008 durch seine Wahl zum 'Botschafter Wrocławs' gewürdigt.

### Die Figur Eberhard Mock
Eberhard Mock (* 18. September 1883 in Waldenburg/Schlesien; † 21. November 1960 New York/USA) ist eine Romanfigur Krajewskis.
Er avanciert in den bisher fünf Romanen vom Kriminalassistenten zum Kriminalrat Breslaus.
Die Figur zeichnet sich durch rohe Brutalität auch gegen Mitarbeiter und seine Ehefrau Sophie, seine Bestechlichkeit und die Zusammenarbeit mit Breslauer Unterweltlern aus, die er sich durch Strafvereitelung gefügig gemacht hat.
Er bewohnt im Jahr 1919 („Gespenster in Breslau“) zusammen mit seinem Vater, an dessen späterem Tod er mitverantwortlich ist, eine kleine Wohnung oberhalb der Schlachterei seines verstorbenen Onkels.
Sein Einsatz-Bereich „Sitte“ umfasst die Kontrolle und Überwachung des Breslauer Rotlichtmilieus, dem er selbst nicht abgeneigt gegenübersteht. Er genießt seine Bordellbesuche und die für ihn damit verbundenen Trinkgelage.

## Ehrungen
- Georg-Dehio-Buchpreis, 2016

## Literarische Werke
- Śmierć w Breslau. Wydawnictwo Dolnośląskie, Wrocław 1999, ISBN 83-7384-425-2
  - Tod in Breslau. (dt. von Doreen Daume) btb, München 2002, ISBN 3-442-72831-2
- Koniec świata w Breslau. [Weltuntergang in Breslau] Wydawnictwo W.A.B., Warszawa 2003, ISBN 83-89291-65-7
  - Der Kalenderblattmörder. (dt. von Paulina Schulz) dtv, München 2006, ISBN 3-423-24539-5
- Widma w mieście Breslau. Wydawnictwo W.A.B., Warszawa 2005, ISBN 83-7414-115-8
  - Gespenster in Breslau. (dt. von Paulina Schulz) dtv, München 2007, ISBN 978-3-423-24608-8
- Festung Breslau. Wydawnictwo W.A.B., Warszawa 2006, ISBN 83-7414-210-3
  - Festung Breslau. (dt. von Paulina Schulz) dtv, München 2008, ISBN 978-3-423-24644-6
- Dżuma w Breslau. Wydawnictwo W.A.B., Warszawa 2007, ISBN 978-83-7414-343-1
  - Pest in Breslau. (dt. von Paulina Schulz) dtv, München 2009, ISBN 978-3-423-24727-6
- Głowa Minotaura. [Der Kopf des Minotaurus] Wydawnictwo W.A.B., Warszawa 2009, ISBN 978-83-7414-580-0
  - Finsternis in Breslau. (dt. von Paulina Schulz) dtv, München 2012, ISBN 978-3-423-21347-9
- Erynie. [Die Erinyen] Wydawnictwo Znak, Kraków 2010, ISBN 978-83-240-1378-4
- Liczby Charona. [Die Zahlen des Charon] Wydawnictwo Znak, Kraków 2011
- Rzeki Hadesu. [Die Flüsse des Hades] Wydawnictwo Znak, Kraków 2012, ISBN 978-83-240-2239-7
- W otchłani mroku. [In der Finsternis] Wydawnictwo Znak, Kraków 2013, ISBN 978-83-240-2777-4.
- Władca liczb. [Meister der Zahlen] Wydawnictwo Znak, Kraków 2014, ISBN 978-83-240-3218-1.
- Arena szczurów. [Ratten-Arena] Wydawnictwo Znak, Kraków 2015, ISBN 978-83-240-3873-2.
- Dziewczyna o czterech palcach. [Das Mädchen mit vier Fingern] Wydawnictwo Znak, Kraków 2019, ISBN 978-83-240-5816-7.

Gemeinsam mit Mariusz Czubaj:
- Aleja samobójców. [Die Allee der Selbstmörder] Wydawnictwo W.A.B., Warszawa 2008, ISBN 978-83-7414-380-6
- Róże cmentarne. [Friedhofsrosen] Wydawnictwo W.A.B., Warszawa 2009, ISBN 978-83-7414-551-0

## Bibliographie
- Literaturdokumentation zur Geschichte Ostmitteleuropas (Herder-Institut)